# Conseil départemental du Gard
Le conseil départemental du Gard est l'assemblée délibérante du département français du Gard, collectivité territoriale décentralisée. Son siège se trouve à Nîmes.

## Rôle
Le conseil départemental du Gard impulse une action globale de développement économique, social, éducative et culturel en intervenant dans différents secteurs. Chef de file de l'action sociale, il est responsable de la protection maternelle infantile (PMI) et met en œuvre des actions en faveur de la famille et l'enfance. Il est l'interlocuteur unique pour le revenu de solidarité active (RSA), l'insertion professionnelle, les personnes âgées et les personnes handicapées. Ses responsabilités et ses choix d'intervention participent à l'amélioration de la qualité de  vie des gardois dans différents domaines : infrastructures routières, emploi, économie, habitat, environnement et prévention des risques, éducation, sport, culture, aides aux communes.

## Historique

### Ère Alary
En 2001, Alain Journet cède sa place à son jeune dauphin Damien Alary et se retire de la vie politique.
En 2010, lors des primaires au sein du groupe socialiste au conseil régional, Damien Alary se porte candidat à la succession de Georges Frêche. Il est cependant battu par Christian Bourquin. Mais, si Alary était sorti vainqueur de cette primaire, le conseil général aurait changé de main et aurait certainement échu à William Dumas, alors député-maire de Fons et 1er vice-président du conseil général.
Le 31 mars 2011, Damien Alary est réélu président du conseil général ; à cette occasion, Jean Yannicopoulos passe le relai à Léopold Rosso pour la tête de l'Intergroupe républicain et libéral.
En septembre 2011, Léopold Rosso souhaitant se concentrer sur ses autres mandats, l'IRL disparaît au profit des deux sous-groupes, UMP et centriste, qui deviennent des groupes indépendants.

### Ère Denat
Le 29 septembre 2014, Damien Alary est élu président du conseil régional du Languedoc-Roussillon. Après un intérim assuré par le 1er vice-président Lucien Affortit, Jean Denat est élu à la présidence le 16 octobre 2014.

### Ère Bouad
Le 2 avril 2015, lors de la séance inaugurale du conseil, présidée par la doyenne d'âge Joëlle Murré, c'est Denis Bouad qui, au troisième tour de scrutin, prend à son tour la tête du département,.
Après sa démission en 2020, l'intérim est assuré par Alexandre Pissas, avant l'élection de Françoise Laurent-Perrigot.

## Organisation

### Assemblée départementale
|                                             |       |       |      |                                       |
| Parti                                       | Sigle | Sigle | Élus | Groupes                               |
| Majorité (28 sièges)                        |       |       |      |                                       |
| Divers gauche                               |       | DVG   | 8    | Républicain, Socialiste et Écologiste |
| Parti socialiste                            |       | PS    | 7    | Républicain, Socialiste et Écologiste |
| Europe Écologie Les Verts                   |       | EÉLV  | 2    | Républicain, Socialiste et Écologiste |
| Parti radical de gauche                     |       | PRG   | 1    | Républicain, Socialiste et Écologiste |
| Parti communiste français                   |       | PCF   | 6    | Communiste                            |
| Divers gauche                               |       | DVG   | 2    | Territoires citoyens                  |
| Sans étiquette                              |       | SE    | 2    | Territoires citoyens                  |
| Opposition (18 sièges)                      |       |       |      |                                       |
| Les Républicains                            |       | LR    | 10   | Le bon sens républicain               |
| Divers droite                               |       | DVD   | 1    | Le bon sens républicain               |
| Union des démocrates et indépendants        |       | UDI   | 4    | UDI, centre et indépendants           |
| Divers droite                               |       | DVD   | 1    | UDI, centre et indépendants           |
| Rassemblement national                      |       | RN    | 2    | Rassemblement national                |
| Présidente du conseil départemental du Gard |       |       |      |                                       |
| Françoise Laurent-Perrigot (PS)             |       |       |      |                                       |

### Présidents
La présidente du conseil départemental est Françoise Laurent-Perrigot (PS) depuis le 27 novembre 2020, à la suite de la démission de Denis Bouad, élu sénateur le 27 septembre 2020.
Le Gard n'a connu depuis la Libération que des présidents de conseils généraux issus de la famille politique socialiste.
| Période                            | Période                      | Identité                     | Étiquette                    | Étiquette                    |
| Président du conseil général       | Président du conseil général | Président du conseil général | Président du conseil général | Président du conseil général |
| ---------------------------------- | ---------------------------- | ---------------------------- | ---------------------------- | ---------------------------- |
| 1945                               | 1951                         | Georges Bruguier             |                              | SFIO                         |
| 1951                               | 1957                         | Ernest Matet                 |                              | SFIO                         |
| 1957                               | 1961                         | Léon Castanet                |                              | SFIO                         |
| 1961                               | 1973                         | Paul Béchard                 |                              | SFIO                         |
| 1973                               | 1979                         | Robert Gourdon               |                              | PS                           |
| 1979                               | 1982                         | Gilbert Baumet               |                              | PS                           |
| 1982                               | 1982                         | Georges Benedetti            |                              | PS                           |
| 1982                               | 1992                         | Gilbert Baumet               |                              | DVG puis FU                  |
| 1992                               | 1994                         | Gilbert Baumet               |                              | FU                           |
| 1994                               | 2001                         | Alain Journet                |                              | PS                           |
| 2001                               | 2014                         | Damien Alary                 |                              | PS                           |
| 2014                               | 2015                         | Jean Denat                   |                              | PS                           |
| Président du conseil départemental |                              |                              |                              |                              |
| 2015                               | 2020                         | Denis Bouad                  |                              | PS                           |
| 2020                               | En cours                     | Françoise Laurent-Perrigot   |                              | PS                           |

### Directeurs généraux des services
- 1985-1993 : Simon Sutour
- 1993-1998 : Jean Bouet
- 1998-2002 : Roland Lazerges
- 2003-2005 : René Beaupoil
- 2005-2016 : Didier Bacqueville
- 2016-2018 : Yvan Ferrier
- 2019-2020 : Virginie Paquien
- Depuis le 26 oc. 2021  : Thierry Blaclard

## Budget
Le budget primitif 2020 du Département du Gard, voté 17 décembre 2019, représente 942 M€ avec 805 M€ en fonctionnement et 137 M€ en investissement[réf. nécessaire].

## Identité visuelle

Logo jusqu'en 2019.
Logo entre 2019 et 2021.
Logo depuis 2021.